# Antiblemma borrega
Antiblemma borrega là một loài bướm đêm trong họ Erebidae.